# The Retarded Rats
The Retarded Rats sind eine Psychobillyband aus Leipzig.

## Geschichte
Die Band wurde 2009 von Anna Killjoy, Mutant Ann und Invincible Vinc gegründet. In dieser Besetzung wurden auch die Rubber Room Demo(n)s aufgenommen und 2010 als CD veröffentlicht. Zwei Lieder sind auch auf dem Sampler It Came from the Zone (2011) zu hören. Während der Aufnahmen zu Lost in Space and Lost in Time verließ Invincible Vinc die Band und wurde durch Flatty Killjoy (The Holy Hack Jacks) ersetzt. Das Album wurde daraufhin neu aufgenommen und 2013 via Suzy Q Records veröffentlicht. 
Es folgte die erste Europatour, die die Retarded Rats durch England, Frankreich, Deutschland und die Niederlande führte. Des Weiteren spielten sie auf vielen nationalen und internationalen Festivals wie unter anderem dem Psychomania Rumble, Satanic Stomp, Psychobilly Meeting, Rat Rock Festival, Bedlam Breakout und Pompey Rumble.
2015 veröffentlichten die Retarded Rats die Single Underground Is Dead auf Killjoy Records. Es folgten weitere Europa-Tourneen und internationale Konzerte. Mutant Ann verließ die Band und wurde durch Gordon Melmac (Degenerated) ersetzt. Durch Flatty Killjoy und Gordon Melmac veränderte sich auch der Sound und es kamen Einflüsse von 60s Garage, Post-Punk, Surf und Trash hinzu. 
2016 nahmen The Retarded Rats ihre zweite LP Screams from the 10th Planet auf. Dieses Album wurde live und analog auf einer 8-Spur-Bandmaschine aufgenommen und von Mighty Mischka und Flatty Killjoy aufgenommen und produziert. 
Seit 2017 sitzt der Kanadier Kris The Kid (Raygun Cowboys) am Schlagzeug. Mit der I Hate Chocolate Single erscheint 2017 ihr fünfter Tonträger.

## Killjoy Records
Das 2014 von Anna und Flatty Killjoy gegründete Label ist spezialisiert auf Kassetten und Vinyl. Das Label wird genutzt, um die volle Kontrolle über ihre eigenen Aufnahmen zu besitzen, wird jedoch nicht ausschließlich für bandinterne Zwecke genutzt. So veröffentlichten Anna und Flatty Killjoy bis jetzt über 20 Tonträger aus dem Bereich Psychobilly, Garage und Surf. Killjoy Records ist somit eins der am schnellsten wachsenden neuen Untergrund-Labels in Sachen Psychobilly.

## Diskografie
- 2010: Rubber Room Demo(n)s (Demo)
- 2013: Lost in Space and Lost in Time (LP, Suzy Q Records/MC, self-released)
- 2015: Underground Is Dead (7", Killjoy Records)
- 2016: Screams from the 10th Planet (LP/MC Killjoy Records)[1]
- 2017: I Hate Chocolate (Flexidisc, Killjoy Records)